# ده‌نو پشت ادیمی
ده‌نو پشت ادیمی روستایی در دهستان ادیمی بخش مرکزی شهرستان نیمروز استان سیستان و بلوچستان ایران است.

## جمعیت
بر پایه سرشماری عمومی نفوس و مسکن در سال ۱۳۹۵ جمعیت این روستا ۱٬۱۷۲ نفر (۳۵۵خانوار) بوده‌است.